# ماموث قزم
ماموث القزم أو ماموث جزر القنال (الاسم العلمي: Mammuthus exilis) هو نوع منقرض من الفيل القزم ينحدر من الماموث الكولومبي (M. columbi) من البر الرئيسي لأمريكا الشمالية. انقرض هذا النوع خلال حدث الانقراض الرباعي الذي انقرض فيه العديد من أنواع الحيوانات الضخمة بسبب الظروف المتغيرة التي لم يستطع النوع التكيف معها. حالة التقزم الجزري أو الجزري، من تحليل حديث في عام 2010، تقرر أن ماموث القزم كان في المتوسط، يبلغ طوله 1.72 م (5.6 قدم) عند الكتفين و 760 كجم (1,680 رطل) في الوزن، يعتبر صغير جدا من سلفه الماموث الكولومبي البالغ طوله 4.3 متر (14 قدمًا)، و 9,070 كجم (20,000 رطل). تقدير آخر يعطي ارتفاع الكتف من 2.02 م (6.6 قدم) ووزن 1350 كجم (2980 رطل).

## الاكتشاف

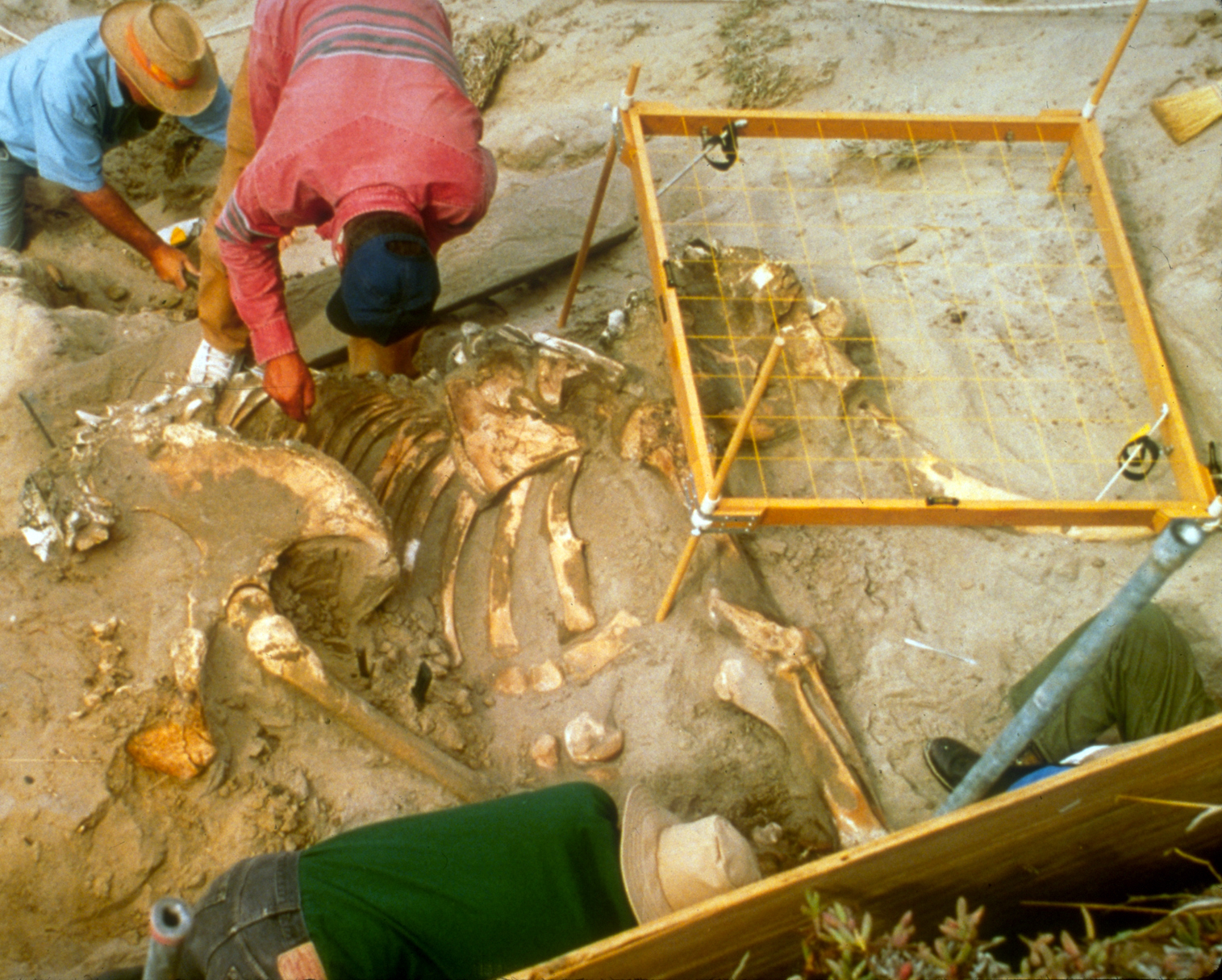
Excavation in 1994, Santa Rosa

عُرفت بقايا الماموث في جزر القنال الشمالية في كاليفورنيا منذ عام 1856. وقد تم الإبلاغ عنها لأول مرة في عام 1873. في عام 1994، استدعت خدمة المتنزهات الوطنية العلماء لتفقد هيكل عظمي غير مكشوف تم العثور عليه على الساحل الشمالي الشرقي لجزيرة سانتا روزا. وجدوا عظام الهيكل العظمي المحوري لفقاريات أرضية كبيرة وقرروا حفر الهيكل العظمي وحفره.  استعادوا 90 ٪ من هيكل عظمي ضخم أقزام الذكور. كان عمر الماموث حوالي 50 عامًا عندما مات.  تم الحفاظ على العظام الصغيرة في وضع الحياة، مما يدل على أنها ماتت حيث تم العثور عليها بدلا من أن تنتشر في جميع أنحاء الجزيرة.  وعادت العظام إلى متحف سانتا باربرا للتاريخ الطبيعي.  بعد اكتشاف الهيكل العظمي، بدأ مسح للمشاة في الجزيرة، مما أدى إلى اكتشاف 160 موقعًا جديدًا لمخلفات الماموث، والغالبية العظمى منها موجودة في جزيرة سانتا روزا.  كان هذا أول اكتشاف لعينة كاملة تقريبًا من الماموث القزم.  لحسن الحظ، كان الهيكل العظمي للماموث في عداد المفقودين فقط القدم، وأنياب، واثنين من الفقرات.  كانت البقايا مغطاة بكثبان رملية، مما حال دون تناثر العظام وجعلها سليمة.

## الموطن

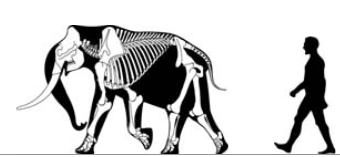
ترميم الهيكل العظمي لسانتا روزا 1994

تم اكتشاف بقايا ماموث القزم في ثلاث من جزر شانيل في كاليفورنيا الشمالية منذ عام 1856: سانتا كروز، وسانتا روزا، وسان ميغيل، والتي كانت مع أناكابا هي أعلى أجزاء من الأراضي الخارقة المغمورة الآن في سانتا روساي.  التأخير يبدو أن فيل بلاستوسين قد نجا من الجزر حتى وصول البشر المرتبطين بأرلينغتون سبرينغز مان منذ حوالي 13000 عام، وكان آخر حدث ضخم للماموث منذ 13-12.9 ألف عام، وهو ما يسبق وصول أشخاص شوماش في وقت متأخر خلال الهولوسين المبكر، بين  10,800 و 11,300 سنة. يشير التعرق بالكربون المشع إلى وجود ماموث قزم في الجزيرة قبل 47000 عام على الأقل (وهو الحد التقريبي لطريقة التعارف).

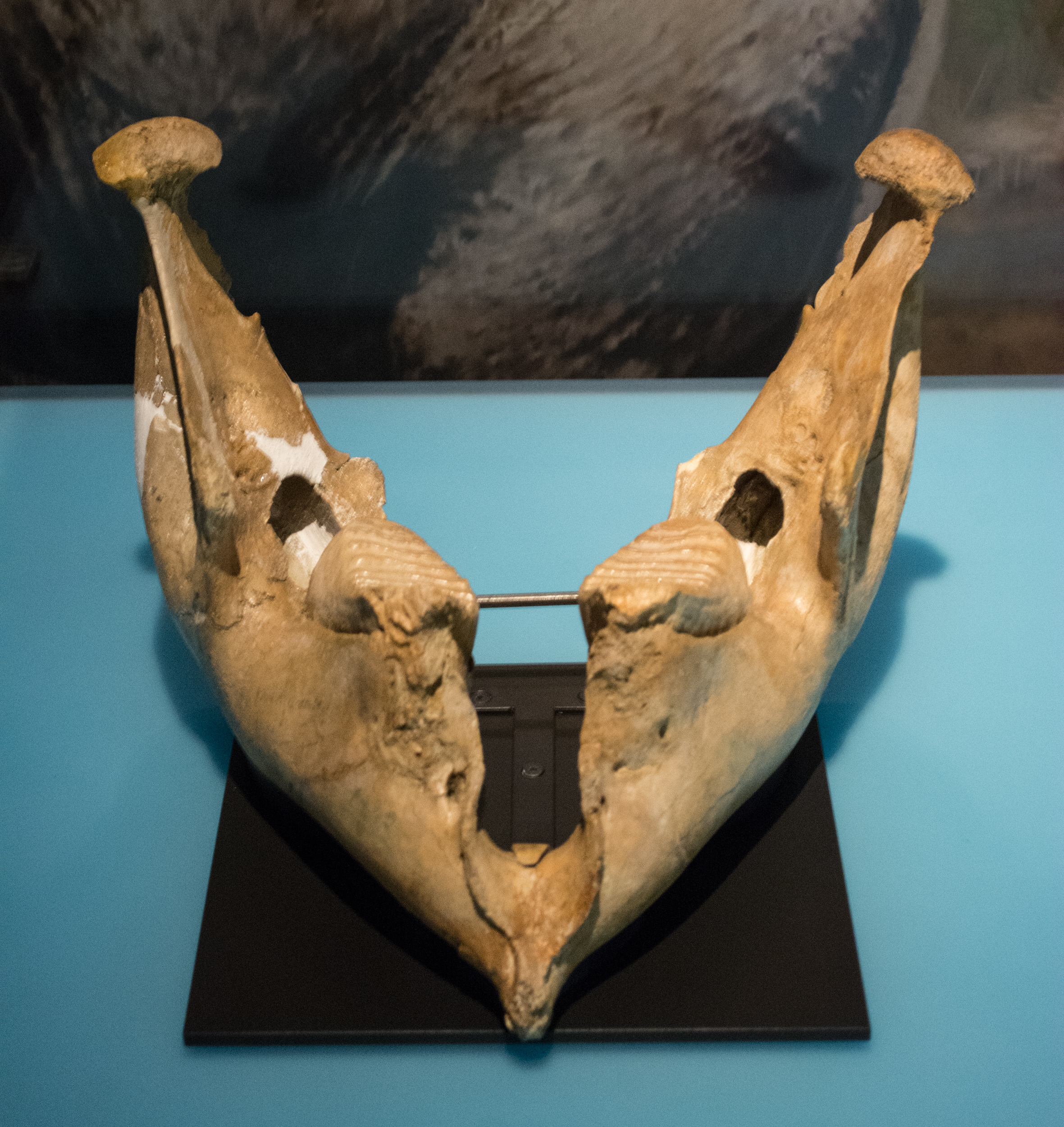
فك السفلي

الأفيال الحديثة هي سباحين ممتازين، ومن المرجح أن أسلاف ماموث القزم سبحوا 4 ميل (6.4 كـم) إلى سانتا روساي.  مع ازدياد عدد الماموث، كان الافتقار إلى الحيوانات المفترسة الكبيرة مثل الذئب الرهيب وسمايلودون والأسد الأمريكي وفقدان الموائل الناجمة عن ارتفاع منسوب سطح البحر في نهاية العصر الجليدي حيث انقسمت سانتا روساي إلى أربع جزر مفضلة  حيوانات أصغر.  ولهذا السبب، بدأت الماموثات القزمية تتطور عبر الأجيال لاحقة للبقاء على قيد الحياة في جزيرة سانتا روزا التي تتقلص باستمرار؛  أصبح حجم جسمهم أصغر لأنه يحتاج إلى طعام وموارد أقل للبقاء وحيوية.  بعد هذه الفترة التطورية، أصبح الماموث نوعًا متميزًا، الماموث القزم.الفك الأسفل
يجب عدم الخلط بين ماموث القزم وبين المواميث في جزيرة ورانغل، والتي كانت سباقات صغيرة من الماموث الصوفي (M. primigenius) والتي انقرضت حوالي عام 1700 قبل الميلاد.  و 4000 قبل الميلاد، على التوالي.
تمكنت الماموث القزمي من الازدهار في جميع النظم البيئية المختلفة الموجودة في سانتا روساي، مثل الهضاب المرتفعة، على النظم الإيكولوجية للكثبان الرملية والمراعي وضفاف النهر وسهول التندرا. توجد حفرياتهم في جزر القنال وقناة كاليفورنيا.  يتم الكشف عن دليل على التعود في جميع هذه المساكن المتنوعة من قبل حبوب اللقاح وقطع النباتات الموجودة في الرواسب والروث.  بالإضافة إلى ذلك، كل موئل له علامة نظيرية محددة من الأنواع الفريدة من التربة والنباتات والمياه.  تقوم هذه الماموث في بعض الأحيان بتعديل موائلها، وتحديداً في جزر القنال، حيث أنشأوا أراضي معشبة أكثر اتساعًا بسبب التجوال.

## تطور

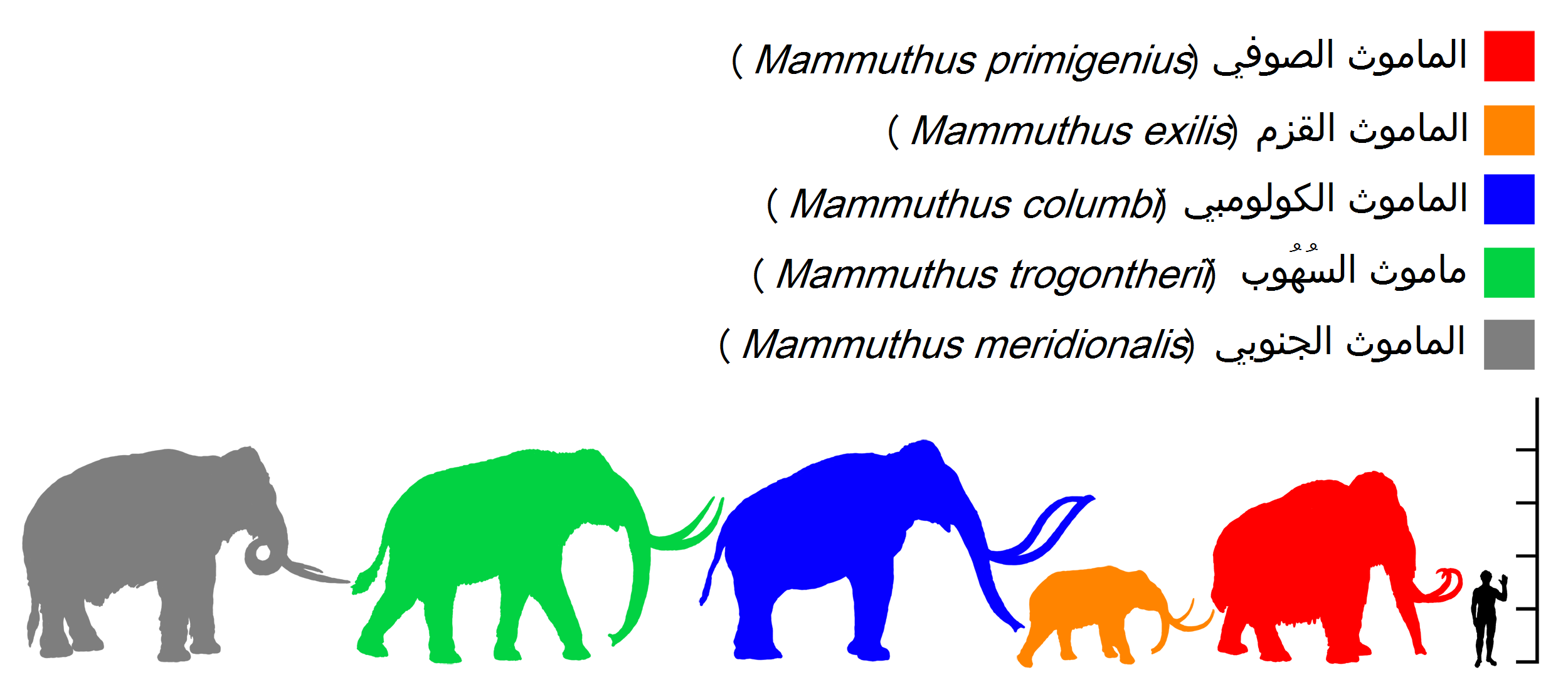
حجم ماموث القزم (البرتقالي) مع باقي أنواع المواميث والأنسان

تم نظريًا أن تكون الجسور البرية قد ربطت جزر القنال الشمالية بالبر الرئيسي، لأنه كان من المفترض أن الماموث لا تستطيع السباحة.  «جسر بري بين البر الرئيسى وسانتا روساي لم يكن موجودا خلال الربع»؛  ومع ذلك، تم تخفيض المسافة إلى البر الرئيسي إلى 7 كم. عندما تسبب العصر الجليدي في انخفاض مستوى سطح البحر، شكلت جزر القناة الشمالية الأربع جزيرة واحدة كانت أقرب إلى البر الرئيسي وأكبر حجمًا.  الماموث الأقزام هم أحفاد الماموث الكولومبي.  هؤلاء كانوا سباحين قادرين قادرين على السباحة إلى الجزيرة الجديدة والتكيف مع البيئة الجديدة.

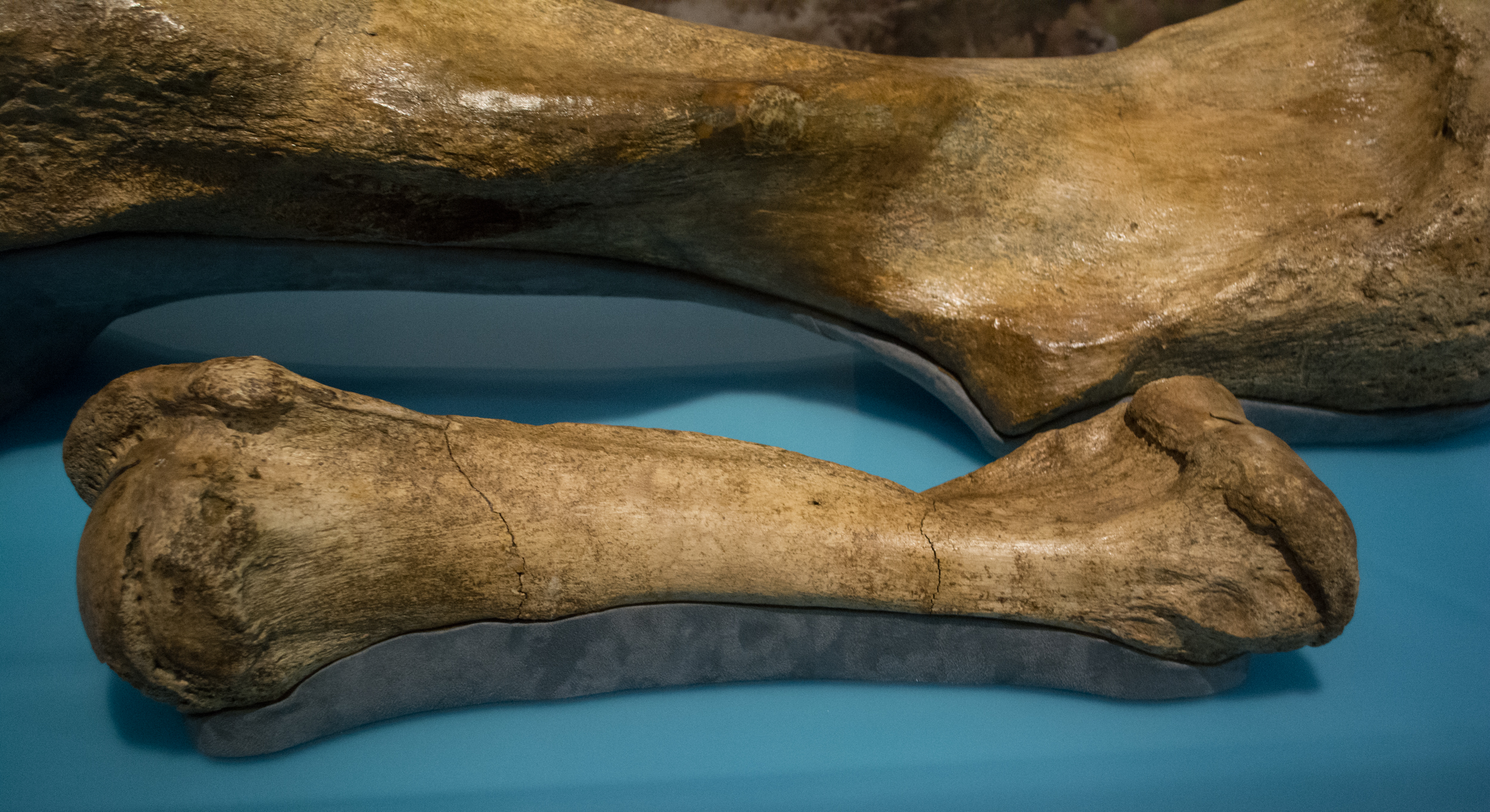
عظم عضد لماموث القزم، بجانب عظم الماموث الكولومبي

عاش الماموث الأقزام في جزيرة سانتا روساي التي بدأت تتقلص بسبب ارتفاع مستوى سطح البحر.  تطورت المواميث القزمية عبر الأجيال من أجل البقاء على قيد الحياة في جزيرة سانتا روساي التي تتقلص باستمرار.  تتطلب الهيئات الأصغر غذاء وموارد أقل للبقاء في صحة جيدة في منطقة أصغر وتسمح بمنافسة أقل بين الأنواع، وهذا مثال على التقزم الجزري. أيضا، لم تكن موجودة الحيوانات المفترسة البر الرئيسى مثل الذئاب الرهيبة، وسمايلودون والأسد الأمريكي.  بعد هذه الفترة التطورية، أصبح الماموث نوعًا متميزًا، الماموث القزم.  تطور الماموث القزم في سانتا روساي استغرق أكثر من 30000 سنة.

## الإنقراض

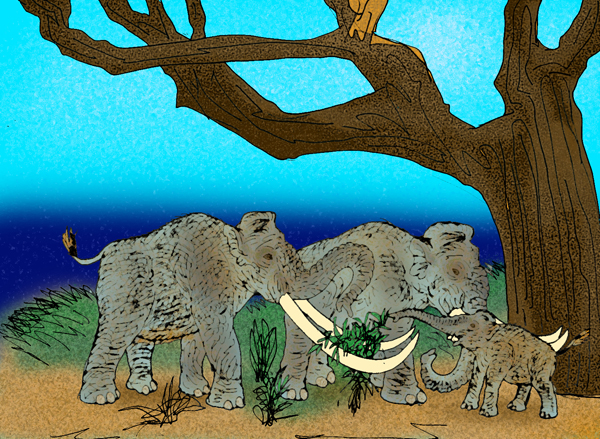
إعادة إنشاء

سبب انقراض الماموث القزم غير معروف، ولكن قد يكون سبب ذلك الإفراط في الصيد من قِبل البشر أو حرائق الغابات أو تغير المناخ أو مزيج من ذلك.

### البشر
في حين أن التدخل البشري غالبًا ما يكون له تأثير أكبر على الأنواع الجزرية منه على الأنواع القارية، لا يوجد دليل على أن البشر في سانتا روزا كانوا يصطادون الماموث القزم. «كانت الماموث لا تزال موجودة في الجزر عندما وصل البشر» وكانت بقايا الماموث مرتبطة بالفحم الذي يحمل نفس تاريخ الكربون المشع. تم العثور على جماجم عملاقين تمت إزالتهما بالقرب من حفرة النار، من بين 100 حفرة حريق على الأقل ثلث عظام الماموث. «التفسيرات البيئية الأكثر تعقيدًا التي تتضمن مزيجًا من التغير المناخي والافتراس البشري هي الأكثر قابلية للتطبيق».

### حريق الغابات
"يتجلى اضطراب النظام الإيكولوجي المفاجئ في جزر القناة الشمالية "مع بداية حرق الكتلة الحيوية وما ينتج عنه من إهدار رواسب جماعية للمناظر الطبيعية." تتزامن حرائق الغابات هذه مع انقراض الماموث القزم.

### تغير المناخ - ارتفاع مستوى سطح البحر
من المحتمل أن يكون التغير المناخي الذي تغير بشكل حاد في ولاية كاليفورنيا والذي أثر على مستوى سطح البحر قد لعب دورًا في الانقراض، حيث ارتفع مستوى سطح البحر بنحو 61٪ من مساحة الجزر.  قبل حوالي 4000 سنة من الانقراض، كان للجزيرة مساحة حوالي 1900 كيلومتر مربع، (حوالي حجم جزيرة سردينيا الحديثة).  ثم ارتفع مستوى سطح البحر تاركًا أربع جزر أصغر وتقلصت مساحة هذه الجزر بحوالي ثمانين بالمائة. قلل الاحترار بعد الجليدية من المياه العذبة المتاحة ومصادر الغذاء لماموث الأقزام، مما يشكل ضغطًا كبيرًا على السكان، ويجعلهم عرضة للآثار الضارة الأخرى.

### تأثير المذنب
التفسير المثير للجدل لانقراض الماموث القزم هو تأثير كوني يؤثر على جزء كبير من غرب الولايات المتحدة.  افترض دوغلاس كينيت وزملاؤه أن التأثير قد يكون سبباً في اضطراب سريع للنظام الإيكولوجي، مما أدى إلى انقراض الحيوانات الضخمة وتقليل عدد سكان الماموث الأقزام.  ومع ذلك، فإن البيانات الجيولوجية التي تدعم أو تتعارض مع التأثير غير حاسمة.